# Oppmanna
Oppmanna est une petite ville de la municipalité de Kristianstad, en Suède.

## Géographie
Oppmanna est située sur la rive est de l'Oppmannasjön.